# 김해시·김해군·양산군
김해시·김해군·양산군은 대한민국의 옛 국회의원 선거구이다. 당시 경상남도 김해시, 김해군, 양산군 지역을 관할했다.

## 역사
1981년 7월, 김해군 김해읍이 김해시로 승격되었다. 이에 제12대 국회의원 선거를 앞두고 양산군·김해군 선거구가 김해시·김해군·양산군 선거구로 개편되었다.
제13대 국회의원 선거를 앞두고 김해시·김해군 선거구와 양산군 선거구로 분리되면서 폐지되었다.

## 역대 국회의원
| 선거   | 정당 | 정당       | 1위 의원 | 정당 | 정당       | 2위 의원 |
| ------ | ---- | ---------- | -------- | ---- | ---------- | -------- |
| 1985년 |      | 민주정의당 | 이재우   |      | 신한민주당 | 김동주   |

## 역대 선거 결과

### 대한민국 제12대 국회의원 선거
|  | 34.09% |

|  | 29.65% |

|  | 24.70% |

|  | 9.88% |

|  | 1.65% |